# سلاس ۲۴۱۷۳
سیارک ۲۴۱۷۳ (به انگلیسی: 24173 SLAS، نامگذاری:1999XS1) بیست و چهار هزار و صد و هفتاد و سومین سیارک کشف شده‌است که در ۳ دسامبر ۱۹۹۹ کشف شد.
قدر مطلق سیارک برابر ۱۴٫۳ است.